# Château de Juis
Le château de Juis est un ancien château fort, du XIVe siècle, centre de la seigneurie de Juis, qui se dresse sur le territoire de la commune française de Savigneux, dans le département de l'Ain, en région Auvergne-Rhône-Alpes.
Le château est partiellement inscrit aux monuments historiques.

## Localisation
Le château de Juis est situé sur la commune de Savigneux, à 2 kilomètres au sud du bourg, dans le département français de l'Ain.

## Historique
La seigneurie de Juis était au Xe siècle la possession des gentilshommes qui en portaient le nom et dont le plus ancien connu est Étienne de Juis, témoin, vers 994, d'une donation faite au monastère de Cluny, par Bernard Gros de Brancion. Parmi les descendants de cet Étienne on remarque Pierre de Juis qui fut évêque de Mâcon de 1398 à 1411.
En 1315, Jean de Juis, damoiseau, se reconnait homme lige d'Humbert, sire de Thoire-Villars, et lui rend hommage pour son château et sa seigneurie qu'Isabelle, sa fille, porta en dot, en 1337, à Hugues de la Palud, chevalier, seigneur de Bouligneux.
De la maison de la Palud, Juis passe en celle de Groslée. Jean de Groslée, bailli de Mâcon, en fait hommage, le 24 février 1373, à Humbert VII de Thoire-Villars.
Antoine de Groslée, un des successeurs de Jean, la vend, le 24 avril 1452, à Amé, seigneur de l'Aubépin, qui la revend à Jean, duc de Bourbon, le 24 mai 1459, lequel la donne, le 29 octobre 1465, en paiement de 8 000 écus d'or, à Jean duc de Calabre et de Lorraine, fils aîné du roi de Jérusalem et de Sicile époux de Marie de Bourbon. Ce dernier la cède, le 5 novembre suivant, à Aimard de Groslée, chevalier, seigneur de Bressieux, dont le successeur, Antoine de Groslée, l’aliène à Pierre de Balsac, seigneur de Dunes et de Clermont.
Guillaume de Balsac, écuyer, en reprit le fief en 1541. Juis passa ensuite dans la maison d'Urfé, par le mariage de Jeanne de Balsac avec Claude d'Urfé, bailli et gouverneur de Forez. Il sortit de cette maison pour entrer, par voie d'échange, dans celle de Mars. Antoine de Mars, baron de Juis, mourant sans enfant, le laisse à Chrétienne de Champier, sa femme, qui le lègue, par son testament du 22 octobre 1622, à Antoine de Champier, son neveu, seigneur de la Faverge, dont le fils en passa vente, le 7 avril 1660, à Nicolas Deschamps, seigneur de Curtille.
Le 8 novembre 1743, Gilbert de la Font se rendit adjudicataire de la baronnie de Juis, vendue à la requête des créanciers du petit-fils de Nicolas Deschamps, et en fournit le dénombrement en 1745, 1758 et 1776.
Il est à noter que l'église était bâtie dans l'enceinte du château. En 1700, quoique encore en bon état, elle fut abandonnée par suite de la dépopulation de la paroisse, qui fut annexée à celle de Savigneux.

## Description
Le château existe encore en grande partie ; les parties les plus anciennes ne semblent pas être antérieures au XIVe siècle, bien que des chevaliers de Juis seraient cités depuis le XIIe siècle.
Le château se présente de nos jours sous la forme d'une enceinte quadrangulaire construite en briques. Une « lanterne », sorte de grosse poivrière coiffée en cloche en domine l'un des angles. Des logis accolés sur deux des côtés de l'enceinte haute ménagent une cour intérieure de dimension très réduite.

## Protection aux monuments historiques
Les façades et toitures ; le puits dans la cour et la partie subsistante du mur d'enceinte, sont inscrits au titre des monuments historiques par arrêté du 4 mai 1984.